# Das blaue Auto
Das blaue Auto (Originaltitel: El carro azul) ist ein deutscher Kurzfilm von Valerie Heine aus dem Jahr 2014. Der Film feierte seine Premiere bei dem Festival du Court-Métrage de Clermont-Ferrand. In Deutschland lief der Film unter anderem am 2. Mai 2014 bei den Internationalen Kurzfilmtagen in Oberhausen und am 14. Februar 2014 bei den Internationalen Filmfestspielen Berlin.

## Handlung
Hansel kehrt aus San Francisco nach Kuba zurück, da seine Großmutter gestorben ist. Dort muss er sich um seinen Bruder mit Down-Syndrom kümmern. Über die Jahre haben die beiden sich entfremdet. Marcos kann den Tod seiner Großmutter nicht verstehen und hat Sehnsucht nach ihr. Durch ein Familienspiel schafft Hansel es, dass Marcos ihm langsam wieder vertraut.

## Kritiken
„Pulsierende Handkamera-Bilder auf einem Gay Pride Happening, ruhige stringent komponierte Bilder für die Handlung auf Kuba. Stilsicher und unter Vermeidung gängiger Kuba-Klischee-Motive schildert Valerie Heine die Wiederannäherung zweier Brüder nach der Rückkehr des einen aus den USA, reduziert und schnörkellos auch auf der Dialogebene. Ein altes Familienspiel reicht als Katalysator und führt zur Versöhnung. Auch die schauspielerische Leistung der Protagonisten ist ein weiterer Grund, diesen souverän umgesetzten Film mit dem Hauptpreis auszuzeichnen.“

## Auszeichnungen
Internationale Kurzfilmtage Oberhausen 2014
- Preis für den besten Beitrag des NRW-Wettbewerbs